# Friedrich Ostendorf

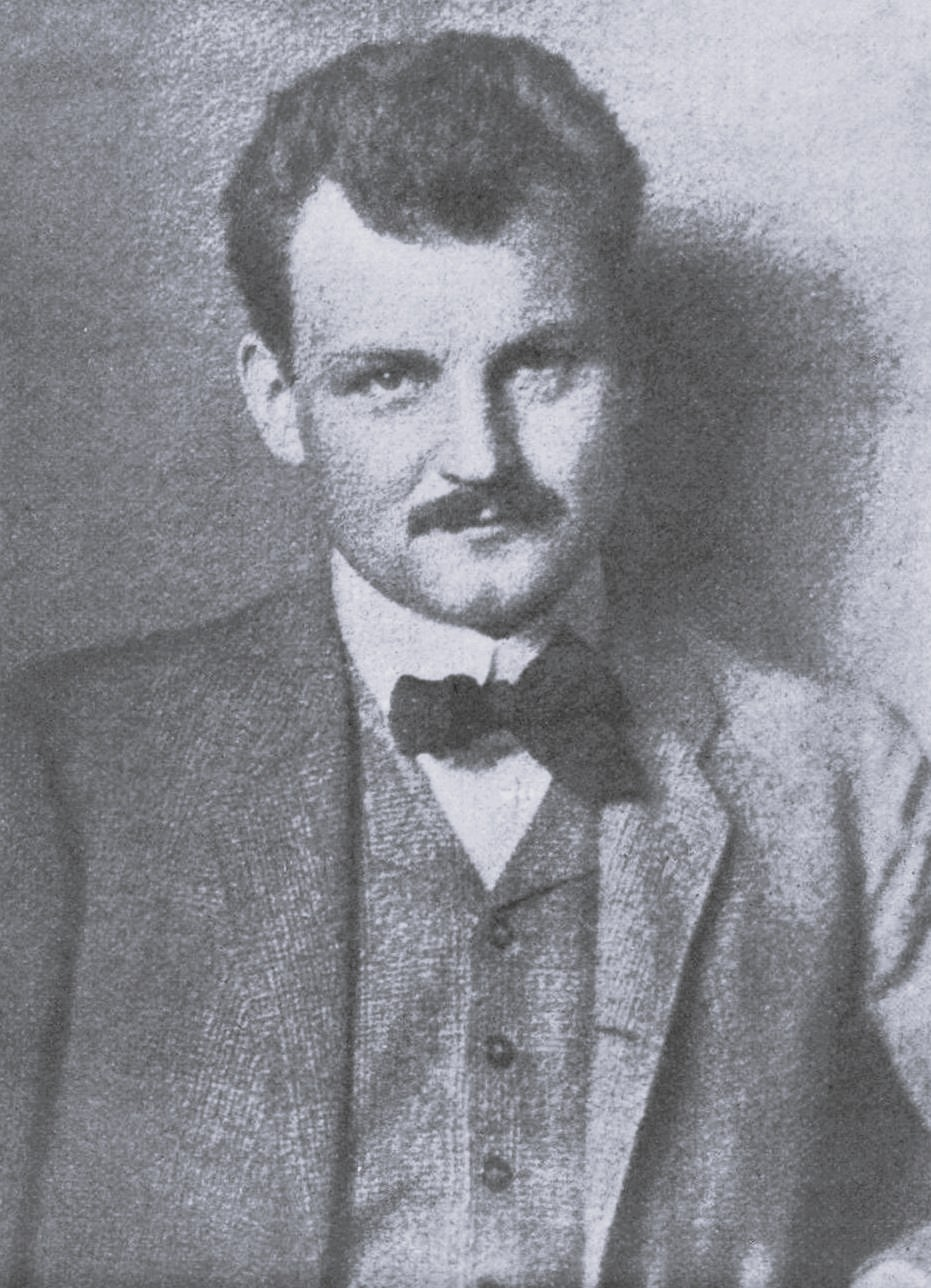
Friedrich Ostendorf (um 1907)

Friedrich Ostendorf (* 17. Oktober 1871 in Lippstadt; † 17. März 1915 bei Arras gefallen) war ein deutscher Architekt, Architekturtheoretiker und Hochschullehrer.

## Leben und Wirken
Friedrich Ostendorf kam 1871 als Sohn des Lehrers Julius Ostendorf (1823–1877) und von Luise geb. Hilbck (1840–1917) im westfälischen Lippstadt zur Welt. Er lebte von 1872 bis 1877 in Düsseldorf, wo sein Vater die Realschule an der Klosterstraße – die spätere „Hindenburgschule“ – leitete. Nach dem Tod des Vaters kehrte Friedrich Ostendorf nach Lippstadt zurück und besuchte von 1881 bis 1890 die dortige Realschule I. Ordnung. Anschließend studierte er Architektur, zunächst ab 1890 an der Technischen Hochschule Stuttgart, wo er sich 1890 der Stuttgarter Burschenschaft Ghibellinia anschloss. Er setzte im Anschluss daran seine Studien an der Technischen Hochschule Hannover und schließlich von 1893 bis 1895 an der Technischen Hochschule Charlottenburg bei Carl Schäfer fort.
Ab Februar 1895 arbeitete Ostendorf kurzfristig im privaten Architekturbüro von Schäfer und ab April 1895 als Regierungsbauführer (Assistent) bei Josef Durm in der Großherzoglich Badischen Baudirektion, bis er im Oktober 1899 das zweite Staatsexamen ablegte und zum Regierungsbaumeister ernannt wurde. Zeitgleich bewarb er sich mit einem Entwurf um den renommierten Schinkelpreis, den er gewann, was den jungen Baubeamten überregional bekannt machte. Das Preisgeld ermöglichte ihm eine Studienreise an den Rhein und Main, um mittelalterliche Profanbauten zu untersuchen, sowie nach Neapel und Pompeji. Im Anschluss an die Studienreise bat Ostendorf im Frühjahr 1900 um Entlassung aus dem Staatsdienst und machte sich mit einem „Bureau für Architectur und Möbelkunst“ in Düsseldorf selbständig. Im August 1900 ermöglichte ihm ein Preisgeld für sein gutes Staatsexamen eine weitere Studienreise, die ihn 1902 nach Frankreich führte. Anschließend erfolgte ab 1903 kurzzeitig die erneute Aufnahme in den Staatsdienst, nun ins Ministerium der öffentlichen Arbeiten in Berlin. Nebenbei beteiligte er sich dort privat an Architekturwettbewerben und habilitierte sich an der Technischen Hochschule Berlin.
Auf der Grundlage dieser Erfolge und Qualifikationen wurde Friedrich Ostendorf im Herbst 1904 zum Professor für mittelalterliche Baukunst an die neu gegründete Technische Hochschule Danzig berufen. Im Juli 1907 nahm Ostendorf einen Ruf als ordentlicher Professor an die Technische Hochschule Karlsruhe als Nachfolger seines erkrankten Lehrers Carl Schäfer († 1908) an und lehrte dort bis 1914 Entwerfen, Baugeschichte und Gartenbau. Nachdem ihm im Rahmen seiner Berufung öffentliche Bauaufträge zugesichert worden waren, plante er ab 1908 als bautechnischer Referent im badischen Finanzministerium den Neubau des Physikalischen Instituts der Universität Heidelberg und ab 1910 den Neubau der Staatsschuldenverwaltung und Landeshauptkasse am Karlsruher Schlossplatz. Bis 1913 leitete er die Restaurierungsarbeiten an der Abteikirche St. Blasien im Schwarzwald. Gleichzeitig entwarf und leitete Ostendorf private Bauprojekte. Nebenbei entstand 1912–1913 nach eigenen Entwürfen sein eigenes, repräsentatives Wohnhaus in Karlsruhe (Weberstraße 5). Stilistisch orientieren sich die Bauten seiner Karlsruher Zeit am Spätbarock und Klassizismus.
Ostendorfs eigenes Wohnhaus gilt als „gebautes Manifest“ seiner Architekturauffassung, die er in den unvollendeten Sechs Bücher[n] vom Bauen beschrieb. Entwurfsziele waren demnach, die einfachste Erscheinungsform für ein Bauprogramm zu finden, klare Innen- und Außenräume zu erschaffen sowie der erkennbare Ausdruck einer Idee in Grund- und Aufriss des Gebäudes. Ostendorf wandte sich, ohne selbst einer Gruppierung anzugehören, gegen die Auffassung von Architekten wie Martin Dülfer, Theodor Fischer und Hermann Muthesius. Auf Ostendorf beriefen sich Architekten wie Hannes Meyer, Hans Schmidt und Ludwig Hilberseimer.
1908 erschien Friedrich Ostendorfs Buch Die Geschichte des Dachwerks (Reprint 1982), das er seinem verstorbenen Lehrer Carl Schäfer widmete und das auch hundert Jahre nach Erscheinen als bautechnikgeschichtliches Standardwerk für Haus- und Bauforscher galt.
Als Kriegsfreiwilliger im Ersten Weltkrieg fiel Friedrich Ostendorf um den 16./17. März 1915 im Alter von 43 Jahren als Leutnant und Kompanieführer im 1. Badischen Leib-Grenadier-Regiment Nr. 109 an der Westfront bei den Kämpfen um die Loretto-Höhe. Er wurde zunächst auf dem Kriegerfriedhof in Lens begraben. Zwei Wochen später wurde der Leichnam nach Karlsruhe überführt, um ihn im bestehenden Familiengrab auf dem Hauptfriedhof Karlsruhe beizusetzen.
Ostendorf war Vater von fünf Kindern; seine 1899 geheiratete Frau Joaquina, geb. Hilbck (1878–1964) verließ als Witwe Deutschland noch während des Ersten Weltkriegs und ging mit den Kindern zurück nach Lima (Peru), wo sie aufgewachsen war.

## Nachlass
Den Nachlass Friedrich Ostendorfs bewahrte und bearbeitete zunächst sein Freund und Hochschulkollege Walter Sackur, woraus eine Fortführung und Neubearbeitung von Ostendorfs Büchern entstand. Der wissenschaftliche Nachlass befand sich lange im Institut für Baugeschichte der Universität Karlsruhe und wird seit 2006 im Südwestdeutschen Archiv für Architektur und Ingenieurbau (saai) in Karlsruhe aufbewahrt, ergänzt 2009 durch Unterlagen der Familie Ostendorf.

## Entwürfe und Bauten

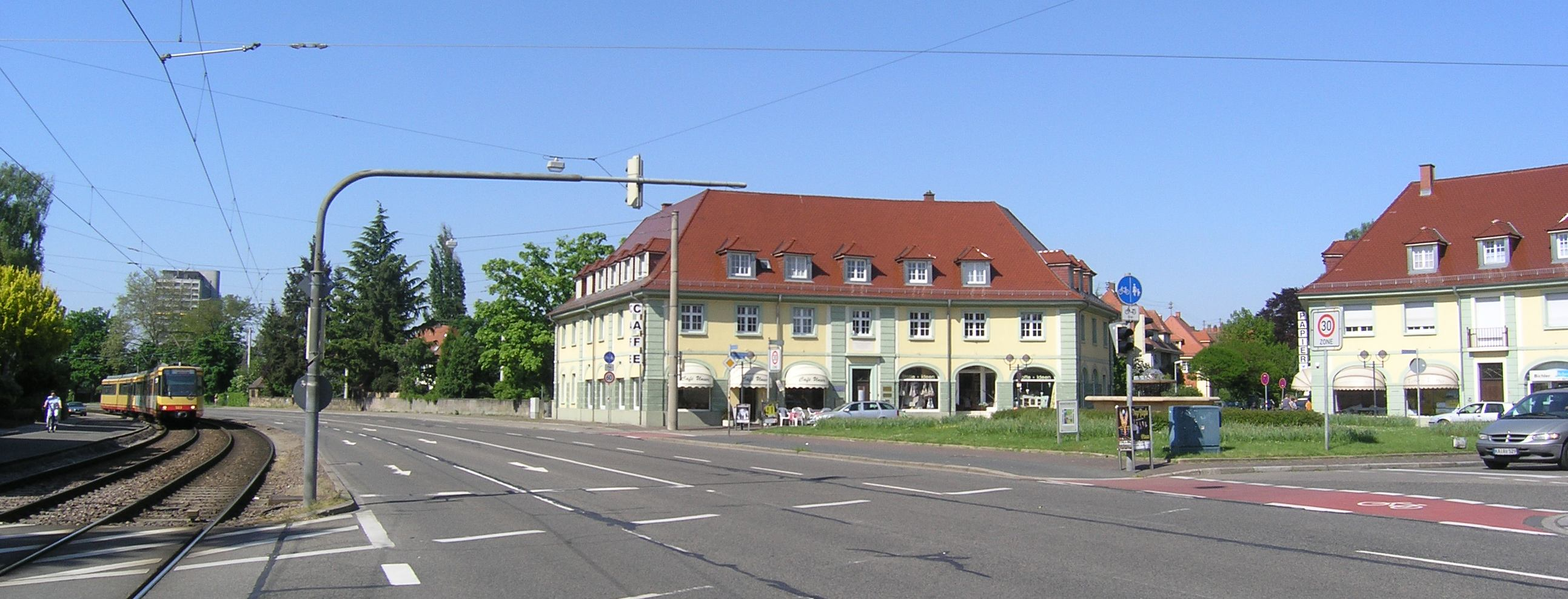
Ostendorfplatz in Rüppurr

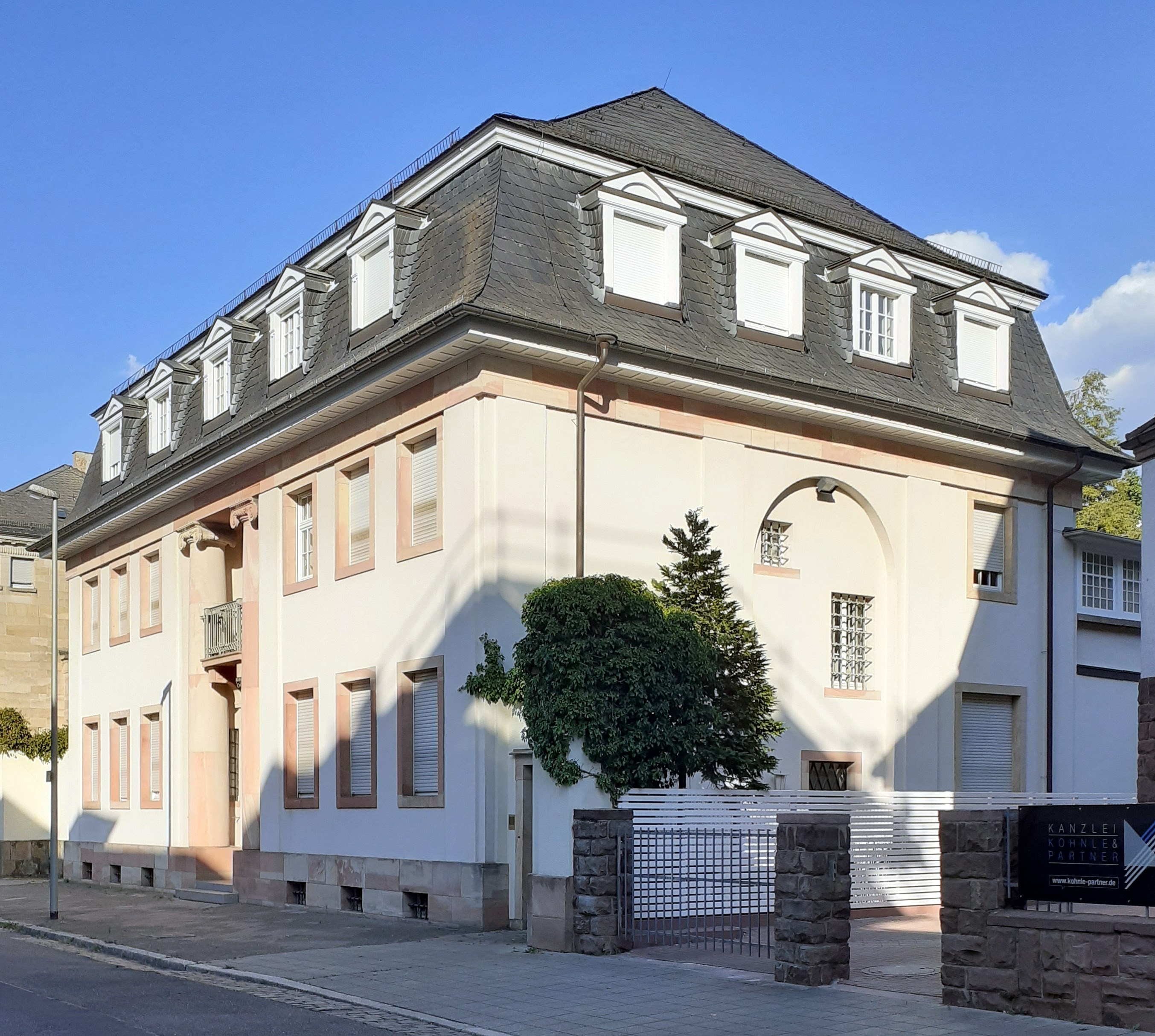
Villa Ostendorf, Weberstraße, Karlsruhe

- 1898: Villa der Familie Ostendorf in Lippstadt (abgerissen)
- 1901–1902: Wettbewerbsentwurf für das Neue Rathaus in Dresden (nach anderem Entwurf ausgeführt)
- 1907: Mitplanung der Gartenstadt Karlsruhe in Rüppurr
- 1910: Karlsruhe, Staatsschuldenverwaltung (heute Regierungspräsidium)
- 1910: Wettbewerbsentwurf für ein Bismarck-Nationaldenkmal auf der Elisenhöhe bei Bingerbrück (nicht prämiert)[26]
- 1910–1913: Villa Krehl in Heidelberg (Kulturdenkmal von besonderer Bedeutung)[27]
- 1912: Haupteingang des Friedhofs in Lippstadt
- 1912–1913: Eigenes Wohnhaus in der Karlsruher Weststadt, Weberstraße 5[28] (Kulturdenkmal von besonderer Bedeutung)[29]
- 1914–1915: Kreishaus in Lippstadt (1972 abgerissen)
- Doppelhaus Schwemann / Kisker in Lippstadt (abgerissen)

## Schriften
(Umfangreiches Schriftenverzeichnis im Findbuch zum Nachlass.)
- Sechs Bücher vom Bauen. (Von den geplanten sechs Bänden sind nur drei Bände und ein Supplementband erschienen:)
  - Band 1: Theorie des architektonischen Entwerfens. Berlin 1914; Silesian University of Technology Digital Library (PDF; 10 MB).
  - Band 2: Die äußere Erscheinung der einräumigen Bauten. Berlin 1914; Silesian University of Technology Digital Library (PDF; 12 MB).
  - Band 3: Die äußere Erscheinung der mehrräumigen Bauten, bearbeitet von Sackur. Berlin 1920; urn:nbn:de:gbv:wim2-g-4357543.
  - Supplementband: Haus und Garten. Berlin 1914.
- Die Geschichte des Dachwerks erläutert an einer großen Anzahl mustergültiger alter Konstruktionen. B. G. Teubner, Leipzig/Berlin 1908. (Digitalisat auf digi.ub.uni-heidelberg.de, abgerufen am 20. August 2023). – Mehrere Reprints: Schäfer/Edition Libri Rari, Hannover 1982, ISBN 978-3-88746-022-8; Reprint-Verlag, Leipzig 1987, ISBN 3-8262-1506-0; Reprint-Verlag, Leipzig 1997, ISBN              3-8262-1506-0.
- Der Architekt und die Geschichte der Baukunst. In: Der Baumeister, Jg. 12 (1913/14), Heft 7, Januar 1914, S. 25–28 und Heft 8, Januar 1914, S. 29–32.
- Die Entstehung der gotischen Kunst. In: Zeitschrift für Bauwesen. Nr. 4, 1913, S. 217–236 (zlb.de). (Fortsetzung). In: Zeitschrift für Bauwesen. Nr. 7, 1913, S. 393–416 (zlb.de).
- Die Zisterzienserklöster Deutschlands. In: Zeitschrift für Bauwesen. Nr. 7, 1914, S. 453–472 (zlb.de). (Fortsetzung). In: Zeitschrift für Bauwesen. Nr. 10, 1914, S. 675–700 (zlb.de).
- Die deutsche Baukunst im Mittelalter. Band 1: Aufnahme und Differenzierung der Bautypen. Berlin 1922. Aus dem Nachlass erschienen.

## Ehrungen
- Ehrendoktorwürde der Technischen Hochschule Danzig als Dr.-Ing. E. h.[30]
- In Karlsruhe-Rüppurr sind der Ostendorfplatz[31] und die Ostendorfstraße nach Friedrich Ostendorf benannt.